# Mont Pelerin Society
La Mont Pelerin Society è un'organizzazione internazionale composta da economisti, intellettuali e uomini politici, riuniti per promuovere il libero mercato e la «società aperta».

## Storia
Ispirata dal colloquio Walter Lippmann, venne istituita nella Svizzera francese il 10 aprile 1947 da 36 fra economisti, storici, filosofi e altri riunitisi presso il centro termale di Mont Pelerin, fu inizialmente chiamata Acton-Tocqueville Society, in onore dei due grandi pensatori liberali. Il nome fu successivamente mutato in quello attuale dopo un dibattito interno.
Gli obiettivi dell'associazione sono ben incarnati dai sei punti dello statuto:
- analisi della crisi del pensiero liberale;
- ridefinizione del ruolo dello stato;
- lotta all'uso della storia per fini ostili al liberalismo;
- riformulazione delle leggi per la protezione dei diritti privati da gruppi e individui che li minaccino;
- promozione di standard minimi non ostili al funzionamento del libero mercato;
- creazione di un ordine internazionale che salvaguardi la pace, la libertà e le relazioni economiche internazionali.

Nei decenni successivi il potere ed il prestigio della società è incrementato anche grazie agli otto premi Nobel assegnati ai suoi membri, tra i quali figurano Milton Friedman e Friedrich von Hayek. L'associazione è così diventata il baluardo del liberismo.
L'influenza della Mont Pelerin Society si è allargata anche attraverso associazioni minori istituite da membri della stessa, riuscendo ad inserire membri e simpatizzanti in ruoli politici o economici chiave dei governi occidentali.
Tra i 76 consiglieri economici di Reagan, 22 erano membri della Mont Pelerin Society. Tra i suoi membri figurarono anche Luigi Einaudi, Bruno Leoni, che ne fu presidente fino alla tragica morte, e Sergio Ricossa. Attualmente gli italiani che ne fanno parte sono Antonio Martino (deceduto nel 2022), Domenico da Empoli (deceduto nel 2016), Alberto Mingardi, Angelo Maria Petroni, Flavio Felice. Dal settembre 2020 e fino al settembre 2022 il presidente è Linda Whetstone, mentre Alberto Mingardi ne è il segretario.

## Presidenti
Numerosi economisti di rilievo hanno ricoperto la carica di presidente del Mont Pelerin Society:
- Friedrich von Hayek – Regno Unito, 1947–1961
- Wilhelm Röpke – Svizzera, 1961–1962
- John Jewkes – Regno Unito, 1962–1964
- Friedrich A. Lutz – Germania, 1964–1967[3]
- Bruno Leoni – Italia, 1967–1968
- Günter Schmölders – Germania, 1968–1970
- Milton Friedman – Stati Uniti, 1970–1972
- Arthur Shenfield – Regno Unito, 1972–1974
- Gaston Leduc – Francia, 1974–1976
- George Stigler – Stati Uniti, 1976–1978
- Manuel Ayau – Guatemala, 1978–1980
- Chiaki Nishiyama – Giappone, 1980–1982
- Lord Harris of High Cross – Regno Unito, 1982–1984
- James M. Buchanan – Stati Uniti, 1984–1986
- Herbert Giersch – Germania, 1986–1988
- Antonio Martino – Italia, 1988–1990
- Gary Becker – Stati Uniti, 1990–1992
- Max Hartwell – Regno Unito, 1992–1994
- Pascal Salin – Francia, 1994–1996
- Edwin Feulner – Stati Uniti, 1996–1998[4]
- Ramón Díaz – Uruguay, 1998–2000
- Christian Watrin – Germania, 2000–2002
- Leonard P. Liggio – Stati Uniti, 2002–2004
- Victoria Curzon-Price – Svizzera, 2004–2006
- Greg Lindsay – Australia, 2006–2008
- Deepak Lal – Stati Uniti, 2008–2010
- Kenneth Minogue – Regno Unito, 2010–2012
- Allan H. Meltzer – Stati Uniti, 2012–2014
- Pedro Schwartz – Spagna, 2014–2016
- Peter Boettke – Stati Uniti, 2016–2018[5]
- John B. Taylor – Stati Uniti, 2018–2020
- Linda Whetstone – Regno Unito, 2020–2021[6]
- Gabriel Calzada – Spagna, 2021–

## Fondatori più importanti
- Maurice Allais
- Salvador de Madariaga
- Walter Eucken
- Milton Friedman
- Friedrich von Hayek
- Bertrand de Jouvenel
- Frank H. Knight
- Walter Lippmann
- Ludwig von Mises
- Michael Polanyi
- Karl Popper
- Wilhelm Röpke
- George Stigler
- Carlo Antoni